# Nappe de la Brèche
La nappe de la Brèche est une nappe de charriage située dans le massif du Chablais (Préalpes du Chablais), les Alpes bernoises, les Alpes uranaises (Préalpes romandes). Elle correspond à la marge sud du microcontinent briançonnais et constitue la transition vers l'océan Piémontais. Elle est principalement constituée d'épais niveaux bréchiques résultant du démantèlement des blocs basculés et dont elle tire son nom. Du fait de sa position structurale élevée elle forme les plus hauts sommets du massif du Chablais.

## Localisation
La nappe de la Brèche affleure principalement dans les Préalpes du Chablais. Grâce à sa position structurale élevée, la nappe constitue les sommets parmi les plus élevés des Préalpes (supérieurs à 2 000 m).

### Préalpes du Chablais
Dans les Préalpes du Chablais, la nappe de la Brèche se caractérise par un anticlinal formant un bourrelet frontal au nord et une vaste synforme au sud (synclinal des Gets). Le bourrelet frontal correspond à une série de reliefs s'étendant depuis l'ouest au roc d'Enfer (2 244 m), en passant par la pointe de Nantaux (2 170 m) et se poursuivant jusqu'au mont de Grange (2 432 m). Le synclinal des Gets est recouvert par les nappes supérieures des Préalpes (nappes des Gets et de la Simme) dont elles forment des reliefs à la morphologie douce (mont Chéry, 1 826 m). La nappe de la Brèche affleure le long de son extrémité sud où elle constitue des reliefs plus marqués au nord de la Dranse de Morzine comme les Hauts-Forts (2 466 m). Elle représente ensuite vers le nord-est les sommets délimitant la frontière entre la France et la Suisse (pointe de Chésery, 2 251 m; tête de Linga, 2 156 m) jusqu'à la pointe du Mouet (1 934 m). Au sud de la Dranse de Morzine, les reliefs sont plus doux : la Bourgeoise (1 770 m), pointe de la Golèse (1 835 m), pointe de Nyon (2 019 m), pointe d'Angolon (2 090 m). La nappe de la Brèche forme aussi les contreforts de la pointe de Marcelly (1 999 m) le long de la vallée du Giffre et s'étend jusqu'à Morillon. Le Foron de Taninges a incisé la nappe et permet grâce à la route menant aux Gets de traverser les Schistes inférieurs et la Brèche inférieure tandis qu'à Essert la Pierre, une fenêtre permet d'observer le sommet de la nappe des Préalpes médianes.

### Préalpes romandes
Contrairement aux Préalpes du Chablais, la nappe de la Brèche présente une extension géographique plus réduite dans les Préalpes romandes en raison notamment de la présence de la nappe du Niesen au sud qui a favorisé son exhumation. La géométrie est globalement similaire à sa voisine des Préalpes du Chablais mais est plus difficilement identifiable. En conséquence, les affleurements sont restreints à deux lentilles discontinues correspondant à la pointe de la Videman (2 165 m) près de la Gummfluh (2 457 m) et au voisinage de Zweisimmen (Rinderberg, 2 079 m).